# Rispescia
Rispescia is een plaats (frazione) in de Italiaanse gemeente Grosseto.